# Руслан Сеничкин
Руслан Сеничкин (Дњепропетровск, 27. септембар 1979) је украјински новинар и ТВ водитељ јутарње емисије „Доручак са 1+1“ на ТВ каналу 1+1.

## Биографија
Рођен је 27. септембра 1979. године у Дњепропетровску. Дипломирао је на Дњепропетровском националном универзитету. Радио је на радио станици „Радио-Премијер“, затим на „11 Каналу“ у Дњепропетровску. Потом је водио програме продукцијског студија "Соло" који су се фокусирали на теме из области економије и финансија.
Од 1999. је радио као интерни дописник новинске агенције "МедіаПростір" у Дњепропетровску.
Од почетка 2006. године је водитељ програма "Један дан" на ТВ каналу К1. Од 14. маја 2007. био је водитељ емисије „Детаљи” на „Интеру”. У августу 2008. напушта то место водитеља.
Крајем 2009. године Руслан је напустио посао на ТВ каналу "Интер". 2010. године прелази на ТВ мрежу 1+1. Од 30. августа 2010. године је водитељ јутарње емисије „Доручак са 1+1“.